# 豊田短期大学
豊田短期大学（とよたたんきだいがく、英語: Junior College of Toyota）は、愛知県豊田市太平町七曲12-1に本部を置いていた日本の私立大学である。1990年に設置され、1999年に廃止された。大学の略称は豊短（とよたん）またはJ・C・T。

## 概要

### 大学全体
- 愛知県豊田市に所在した日本の日本の私立短期大学で、設置主体は学校法人桜花学園。
- 2学科で入学総定員200名をもって1990年に開学した[2][3]。
- 1997年の入学生を最後に[注釈 1]、1999年に短期大学としての使命を終えた[4]。

### 教育および研究
- 豊田短期大学における教育
  - 人間関係学科：豊かな人間性と社会性をもった女性を育てることをねらいとした学科で以下のポイントをベースにした授業が設けられていた
    - 人間と人間、家族と社会でのヒューマン・コミュニケーションについて教育学的視点から人間を研究するための諸科目
    - 心理学的視点から人間を研究するための科目
    - 現代社会の変化に対応し得る人間を育てるとともに、人間存在の意味を究めるための科目。

  - 日本文化学科：日本民族のアイデンティティや国際社会の変化に対応し得る女性の育成をねらいとされ、以下のポイントに重点をおいた科目が開講されていた
    - 伝統文化を理解するための科目。
    - 異文化を理解するための科目。
    - 現代文化と国際的立場を把握するための科目。
- ニュージーランドでの海外研修が行われていた。

### 学風および特色
- 豊田短期大学は女子を対象とした学校となっていた。
- 学校法人桜花学園が設立した第二の短大である。

## 沿革
- 1989年
  - 12月22日 左記を以て文部省[注 2]より短期大学の設置が認可される[5]。
- 1990年
  - 4月1日 左記を以て豊田短期大学が以下の学科体制にて開学する[5]。
    - 人間関係学科[注 3]
    - 日本文化学科[注 4]
- 1997年
  - 4月1日 最後の学生募集となる[注 5][注釈 1]
- 1999年
  - 12月22日 正式廃止[4]。

## 基礎データ

### 所在地
- 愛知県豊田市太平町七曲12-1

### 象徴
- シンボルマークはコスモスで、スクールカラーは緑[11]。

## 教育および研究

### 組織

#### 学科
- 日本文化学科[注釈 2]
- 人間関係学科[注釈 2]

#### 専攻科
- なし

#### 別科
- なし

#### 附属機関
- 豊田短期大学図書館[12]

### 研究
- 「ME技術革新下における大都市機械工業の変容 -京浜地域のプラスチック金型製造業を事例にして-」（『地理学評論』、日本地理学会編、古今書院）[13]
- 『新教育課程 特別活動への期待』[14]

## 学生生活

### 部活動・クラブ活動・サークル活動
- 豊田短期大学で活動していたクラブ活動
  - 体育系：テニス・バスケットボールほか

### 学園祭
- 豊田短期大学の学園祭は「秋桜祭」と呼ばれていた[15]。模擬店や展示ほか学園祭の一環として「おいでん祭」なるイベントにも参加していた（ちょっとしたファッションショーにもなっていた）[16]。

## 大学関係者と組織

### 大学関係者組織
- 豊田短期大学の同窓会は「秋桜会」と称する。

### 大学関係者一覧
歴代学長
- 朝倉隆太郎

## 施設

### キャンパス
- クリーム色の建物が立地していた[17]。
- 1号館には学生食堂があり[1]、半円形の形をした造りとなっていた[18]。
- 2号館は研究棟となっていた[1]。

## 対外関係

### 系列校
- 名古屋短期大学
- 桜花学園高等学校

## 社会との関わり
- 『県民大学総合講座』なる公開講座を催していた。

## 卒業後の進路について

### 就職について
- 概ね大半が一般企業へ就職しているものとみられる。